# Mauerblümchen
Mauerblümchen wird im übertragenen Sinne eine (vom jeweils anderen Geschlecht) nur wenig beachtete Person genannt. Meist bezieht sich die Bezeichnung auf Mädchen oder Frauen, so auch in einer Erklärung, in der es heißt, ein Mauerblümchen sei ein Mädchen, das „beim Tanzen wenig oder gar nicht aufgefordert wird“.

## Bedeutung
Der Begriff entstammt dem Bild der einzeln an der Mauer wachsenden Blume, die fernab von anderen Artgenossen ihr Dasein fristet, z. B. das auch Mauerblümchen genannte Zimbelkraut.
Eine weitere Erklärung stammt aus dem Mittelalter. Die Damen saßen nach dem Mahl auf den Mauervorsprüngen und warteten, bis sie zum Tanz aufgefordert wurden. Die Damen, die nicht aufgefordert wurden, nannte man Mauerblümchen. Friedrich Spielhagen verwendete den Begriff in dieser Art, als er in seinem Roman Faustulus schrieb: „Erziehe aber eine Mutter ihre Tochter, wie es sich gehöre, und sie es vor Gott verantworten könne – da dürfe das gute Kind sicher sein, auf den Bällen als Mauerblümchen zu verkümmern“.
Im 19. Jahrhundert wurden bei Bällen Cotillons (kleine Ansteck-Gebinde aus Kunstblumen) verteilt und wechselseitig zwischen Herren und Damen verschenkt, um zum Tanz aufzufordern. Wer unaufgefordert auf den Sesseln entlang der Wände sitzen blieb, wurde spöttisch als „Mauerblümchen“ bezeichnet.

## Anderer Gebrauch
Auch eine Person, die selbst sehr zurückhaltend und introvertiert ist und daher keine oder kaum Kontakte zum anderen Geschlecht findet, wird als Mauerblümchen bezeichnet.
Eher scherzhaft wird beim Skat ein Spieler, der mauert, sein Spiel also nicht ausreizt und unter Wert passt, als Mauerblümchen bezeichnet.

## Kulturelle Bezüge
In dem Spielfilm Wir bitten zum Tanz weist Hans Moser Hans Holt in der Tanzschule darauf hin, dass er verpflichtet sei, sich auch der Mauerblümchen anzunehmen und nicht nur der bevorzugten Partnerin zu widmen. 
Eine Folge der amerikanischen Serie Addams Family handelt davon, dass der riesige Diener Lurch für einen Dienstbotenball von seiner Herrin im Tanz ausgebildet wird, weil er darunter leidet, ein Mauerblümchen zu sein.
Der Briefroman The Perks of Being a Wallflower des US-amerikanischen Autors Stephen Chbosky zitiert das Mauerblümchen im Titel – ein Bezug, der in der deutschen Übersetzung Vielleicht lieber morgen allerdings verloren gegangen ist. Das Buch wurde 2012 mit Logan Lerman und Emma Watson in den Hauptrollen verfilmt.
2009 wurde der Tatort: Mauerblümchen gedreht.
Bob Dylans Song Wallflower aus dem Jahr 1971 handelt von einem Mauerblümchen. 1990 gründete Dylans Sohn Jakob die Band The Wallflowers.